# Commelina oligotricha
Commelina oligotricha är en himmelsblomsväxtart som beskrevs av Friedrich Anton Wilhelm Miquel. Commelina oligotricha ingår i släktet himmelsblommor, och familjen himmelsblomsväxter. Inga underarter finns listade.